# Museo archeologico statale di Urbisaglia
Il Museo archeologico statale di Urbisaglia, inaugurato nel 1996, è ospitato in un edificio storico ottocentesco collocato nel centro di Urbisaglia (MC), nei pressi del corso principale. Concepito come struttura espositiva legata allo sviluppo della colonia romana di Urbs Salvia e del suo territorio, ospita materiali provenienti da scavi settecenteschi e da indagini sistematiche più recenti. I reperti sono disposti secondo una sequenza organica, con precise finalità didattiche, che permette anche di cogliere aspetti storico-sociali e architettonico-topografici relativi all'antica colonia romana. Nel 2015 ha avuto 4299 visitatori, mentre l'area archeologica ad esso collegata nel 2015 ha fatto registrare 8 239 visitatori. L'ingresso è gratuito.
Dal dicembre 2014 il Ministero per i beni e le attività culturali lo gestisce tramite il Polo museale delle Marche, nel dicembre 2019 divenuto Direzione regionale Musei. Temporaneamente chiuso per inagibilità per i danni riportati a seguito del terremoto del 2016, il Museo è attualmente in corso di ristrutturazione e riallestimento.

## Percorso museale
L'allestimento è organizzato su due livelli collegati da un ascensore.

### Piano terra

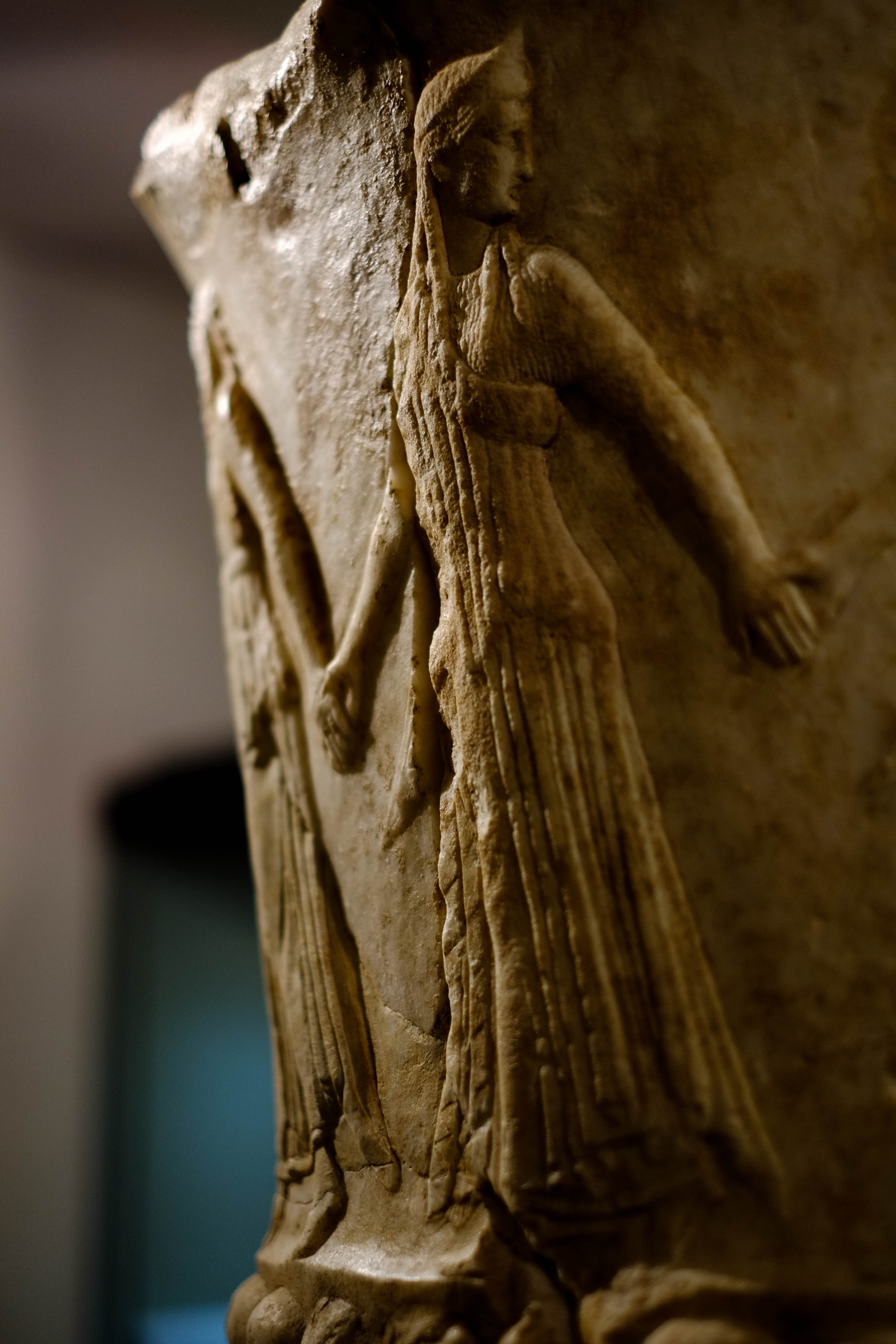
Particolare del cratere

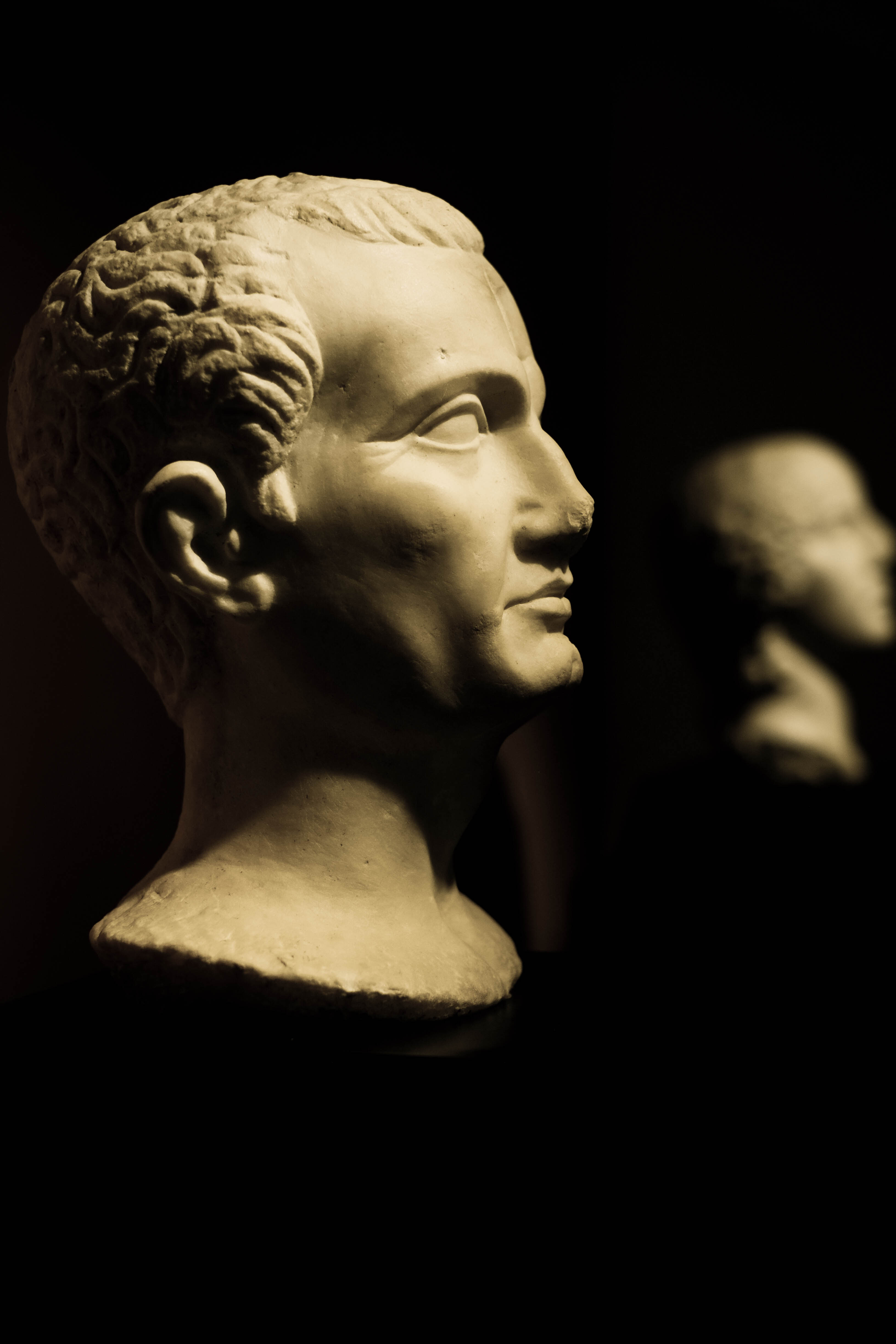
Ritratti marmorei da Urbs Salvia

Il piano terra ospita, nella prima sala, un pregevole manufatto che costituisce un unicum del piceno romano: un cratere neoattico, vale a dire un vaso di ragguardevoli dimensioni in marmo greco (pentelico), decorato a bassorilievo da due gruppi di tre figure femminili, interpretate come ninfe, che eseguono una danza processionale. Tale vaso, rinvenuto durante gli scavi condotti dall'Università di Macerata negli anni 2005-2006, risale ad età augustea e, con ogni probabilità, costituiva un oggetto lussuoso di arredo di qualche complesso residenziale dell'antica Urbs Salvia. Sullo sfondo si staglia un acquarello della città romana, eseguito da J.C. Golvin, con la rappresentazione ipotetica della città in cui sono inseriti anche i principali monumenti pubblici conservati.
Gli spazi ulteriori ospitano due tegole dipinte rinvenute durante la prima esplorazione del condotto dell'acquedotto romano avvenuta nel 1854; esse sono decorate con immagini di divinità che probabilmente avevano il compito di proteggere l'acquedotto stesso e quindi il bene prezioso dell'acqua. Presenti anche un piccolo altare votivo in calcare, destinato ad un uso domestico, in cui sono rappresentati a rilievo elementi simbolici tipici del sacrificio ed un busto di togato frammentario che, con ogni probabilità, decorava una nicchia di un monumento funerario posto immediatamente al di fuori del circuito murario di Urbs Salvia. Proseguendo infine in un piccolo ambiente dedicato al principale tempio urbano, il Tempio della Salus Augusta, si incontrano due capitelli corinzi provenienti dall'area del complesso santuariale di cui uno è in calcare dei Monti Sibillini, l'altro in marmo proconnesio.
La sala infine accoglie alcune vetrine a carattere temporaneo che espongono materiali significativi per la conoscenza e l'approfondimento di alcuni aspetti particolari della vita quotidiana della colonia di Urbs Salvia. Attualmente, ad esempio, è presente una vetrina che illustra gli aspetti tecnici e stilistici della pittura parietale eseguita "a fresco" e dello stucco ampiamente documentati in alcuni dei principali edifici dell'area archeologica.

### Primo piano

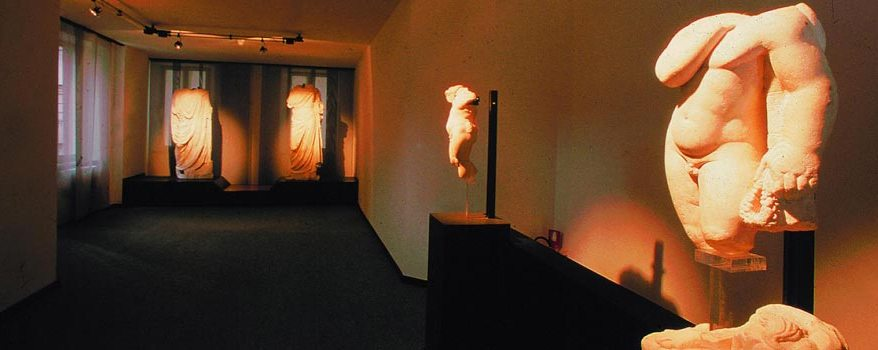
Museo archeologico statale di Urbisaglia, interno

Il primo piano raccoglie nella prima sala frammenti di decorazioni architettoniche provenienti dai principali edifici pubblici dell'area urbana, alcuni bolli laterizi di M. Attius Fabatus indicanti un'officina di proprietà del santuario della dea Salus e una riproduzione fotografica degli affreschi del Criptoportico. Proseguendo il percorso si incontra una vetrina con una selezione di alcune monete provenienti da vari scavi che cronologicamente si estendono dall'età repubblicana al tardo antico e oltre, documentando tutte le fasi storiche della città. Seguono due omphaloi (di cui uno è una riproduzione dell'Omphalos riutilizzato come capitello nella cripta di Santa Maria delle Macchie di San Ginesio) cioè due reperti a forma di calotta emisferica in cui sono raffigurati a bassorilievo simboli che rimandano al culto apollineo cui l'imperatore Augusto era fortemente devoto. Nella stessa sala sono anche conservati frammenti di Fasti consulares e un frammento di Fasti triumphales. A proposito di questi ultimi è degno di nota il fatto che Urbs Salvia sia l'unica città in tutto l'impero romano, all'infuori di Roma, a restituirci un esemplare.
Passato il corridoio, dedicato all'instrumentum domesticum, si arriva agli ambienti dedicati al teatro, dove spiccano due statuette di Eroti alati acefali, una testa classicistica di Apollo  e, soprattutto, due statue acefale, un togato e una figura femminile panneggiata, in marmo pario.

L'ultimo corridoio ospita le due epigrafi monumentali rinvenute nell'anfiteatro che forniscono interessanti notizie sulla sua storia, come il nome di chi lo fece costruire, Lucio Flavio Silva Nonio Basso, e il numero di spettatori che riusciva a contenere, 5150.

## Orari di apertura
Lunedì, mercoledì, venerdì 14:30-19:30
Martedì, giovedì, sabato, domenica e festivi 8:30-13:30
Ingresso gratuito